# Joshua Zirkzee
Joshua Zirkzee (ur. 22 maja 2001 w Schiedam) – holenderski piłkarz nigeryjskiego pochodzenia, występujący na pozycji napastnika w Manchesterze United oraz w reprezentacji Holandii. Uczestnik Mistrzostw Europy 2024.

## Kariera klubowa

### Bayern Monachium
W 2017 roku opuścił akademię Feyenoordu i dołączył do młodzieżowych drużyn Bayernu Monachium. Zadebiutował 23 października 2018 w drużynie Bayernu Monachium II w meczu 4 ligi niemieckiej przeciwko FC Pipinsried (1:1). 1 marca 2019 zdobył trzy bramki w meczu ligowym przeciwko SV Schalding-Heining (5:1). W sezonie 2018/19 wraz z drugą drużyną Bayernu zdobył mistrzostwo Fußball-Regionalliga i awansował do 3. Fußball-Liga. W 3. Fußball-Liga zadebiutował 20 lipca 2019 w meczu przeciwko Würzburger Kickers (3:1).
11 grudnia 2019 zadebiutował w pierwszej drużynie Bayernu Monachium w meczu fazy grupowej Ligi Mistrzów przeciwko Tottenham Hotspur F.C. (3:1). W Bundeslidze zadebiutował 18 grudnia 2019 w meczu przeciwko SC Freiburg (1:3), w którym zdobył również pierwszą bramkę.

### Parma
31 stycznia 2021 roku przeszedł do włoskiego klubu Parma Calcio na zasadzie wypożyczenia z możliwością wykupu. 

### RSC Anderlecht
3 sierpnia 2021 roku został wypożyczony do Anderlechtu. 

### Bologna FC
30 sierpnia 2022 roku podpisał kontrakt z Bologna FC. 

### Manchester United
14 lipca 2024 roku podpisał pięcioletni kontrakt z opcją przedłużenia o kolejny rok z Manchesterem United. W nowym klubie zadebiutował 16 sierpnia 2024 roku w wygranym 1:0 meczu przeciwko Fulham, zmieniając w 60 minucie spotkania Masona Mounta i zdobywając swoją pierwszą bramkę dla klubu.

## Kariera reprezentacyjna
W 2016 został powołany do reprezentacji Holandii U-15, w której zadebiutował 7 kwietnia 2016 w meczu towarzyskim przeciwko reprezentacji Serbii U-15 (2:1).
W 2016 otrzymał powołanie do reprezentacji Holandii U-16, w której zadebiutował 6 grudnia 2016 w meczu towarzyskim przeciwko reprezentacji Czech U-16 (1:0). Pierwszą bramkę zdobył 13 lutego 2017 w meczu towarzyskim przeciwko reprezentacji Francji U-16 (2:2).
W 2017 został powołany do reprezentacji Holandii U-17, w której zadebiutował 13 października 2017 w meczu Mistrzostw Europy U-17 2018 przeciwko reprezentacji Węgier U-17 (0:1). Pierwszą bramkę zdobył 16 października 2017 w meczu przeciwko reprezentacji Walii U-17 (0:4).
W 2018 otrzymał powołanie do reprezentacji Holandii U-18, w której zadebiutował 5 września 2018 w meczu towarzyskim przeciwko reprezentacji Anglii U-18 (3:0). Pierwszą bramkę zdobył 9 września 2018 w meczu towarzyskim przeciwko reprezentacji Rosji U-18 (3:1).
W 2019 został powołany do reprezentacji Holandii U-19, w której zadebiutował 20 marca 2019 w meczu eliminacji do Mistrzostw Europy U-19 2019 przeciwko reprezentacji Walii U-19 (1:2). Pierwszą bramkę zdobył 6 września 2019 w meczu towarzyskim przeciwko reprezentacji Włoch U-19 (2:2). 10 września 2019 w meczu towarzyskim przeciwko reprezentacji Portugalii U-19 (4:0), zdobył hat tricka. 
W 2020 otrzymał powołanie do reprezentacji Holandii U-21, w której zadebiutował 8 października 2020 w meczu eliminacji do Mistrzostw Europy U-21 2021 przeciwko reprezentacji Gibraltaru U-21 (5:0).
12 czerwca 2024 roku został powołany do dorosłej kadry na Euro 2024 w miejsce kontuzjowanych Frenkiego de Jonga i Teuna Koopmeinersa. W reprezentacji Holandii zadebiutował 6 lipca 2024 roku w wygranym 2:1 meczu przeciwko Turcji, zmieniając w 87 minucie spotkania Xaviego Simonsa.

## Statystyki

### Klubowe
(aktualne na dzień 12 sierpnia 2025)
| Klub                     | Sezon              | Liga               | Liga  | Liga   | Puchar Kraj | Puchar Kraj | Puchar Ligi | Puchar Ligi | Europa | Europa | Inne  | Inne   | Ogólnie | Ogólnie |
| Klub                     | Sezon              | Rozgrywki          | Mecze | Bramki | Mecze       | Bramki      | Mecze       | Bramki      | Mecze  | Bramki | Mecze | Bramki | Mecze   | Bramki  |
| ------------------------ | ------------------ | ------------------ | ----- | ------ | ----------- | ----------- | ----------- | ----------- | ------ | ------ | ----- | ------ | ------- | ------- |
| Bayern Monachium II      | 2018/19            | Regionalliga       | 12    | 4      | —           | —           | —           | —           | —      | —      | —     | —      | 12      | 4       |
| Bayern Monachium II      | 2019/20            | 3. Fußball-Liga    | 16    | 2      | —           | —           | —           | —           | —      | —      | —     | —      | 16      | 2       |
| Bayern Monachium II      | 2020/21            | 3. Fußball-Liga    | 4     | 0      | —           | —           | —           | —           | —      | —      | —     | —      | 4       | 0       |
| Bayern Monachium II      | Ogólnie            | Ogólnie            | 32    | 6      | —           | —           | —           | —           | —      | —      | —     | —      | 32      | 6       |
| Bayern Monachium         | 2019/20            | Bundesliga         | 9     | 4      | 2           | 0           | —           | —           | 1      | 0      | 0     | 0      | 12      | 4       |
| Parma Calcio 1913 (wyp.) | 2020/21            | Serie A            | 4     | 0      | —           | —           | —           | —           | —      | —      | —     | —      | 4       | 0       |
| Bayern Monachium         | 2021/22            | Bundesliga         | 3     | 0      | 0           | 0           | —           | —           | 1      | 0      | 1     | 0      | 5       | 0       |
| Bayern Monachium         | Ogólnie            | Ogólnie            | 12    | 4      | 2           | 0           | —           | —           | 2      | 0      | 1     | 0      | 17      | 4       |
| RSC Anderlecht (wyp.)    | 2021/22            | Eerste klasse      | 38    | 16     | 6           | 2           | —           | —           | 3      | 0      | —     | —      | 47      | 18      |
| Bologna FC 1909          | 2022/23            | Serie A            | 19    | 2      | 2           | 0           | —           | —           | —      | —      | —     | —      | 21      | 2       |
| Bologna FC 1909          | 2023/24            | Serie A            | 31    | 11     | 3           | 1           | —           | —           | —      | —      | —     | —      | 37      | 12      |
| Bologna FC 1909          | Ogólnie            | Ogólnie            | 53    | 13     | 5           | 1           | —           | —           | 0      | 0      | 0     | 0      | 58      | 14      |
| Manchester United        | 2024/25            | Premier League     | 32    | 3      | 3           | 1           | 3           | 1           | 11     | 2      | 0     | 0      | 49      | 7       |
| Manchester United        | 2025/26            | Premier League     | 0     | 0      | 0           | 0           | 0           | 0           | —      | —      | —     | —      | 0       | 0       |
| Manchester United        | Ogólnie            | Ogólnie            | 32    | 3      | 3           | 1           | 3           | 1           | 11     | 2      | 0     | 0      | 49      | 7       |
| Ogólnie w karierze       | Ogólnie w karierze | Ogólnie w karierze | 171   | 42     | 16          | 4           | 3           | 1           | 16     | 2      | 1     | 0      | 207     | 49      |

### Reprezentacyjne
(aktualne na dzień 19 października 2024)
| Reprezentacja | Rok     | Mecze | Bramki |
| ------------- | ------- | ----- | ------ |
| Holandia      | 2024    | 5     | 1      |
| Ogólnie       | Ogólnie | 5     | 1      |

## Sukcesy

### Bayern Monachium II
- Mistrzostwo Regionalliga Bayern (1×): 2018/2019

### Bayern Monachium
- Mistrzostwo Niemiec (1×): 2019/2020
- Puchar Niemiec (1×): 2019/2020
- Liga Mistrzów UEFA (1×): 2019/2020
- Superpuchar Europy UEFA (1×): 2020
- Superpuchar Niemiec (2×): 2020, 2022

## Życie prywatne
Jego matka jest Nigeryjką, a ojciec Holendrem. On sam posiada dwa obywatelstwa – holenderskie i nigeryjskie.
Jego brat Jordan również jest piłkarzem, który występuje na pozycji pomocnika w akademii Feyenoordu.
Jego kuzyn Nelson Amadin również jest piłkarzem, który występuje na pozycji napastnika w holenderskim klubie FC Dordrecht.